# Брезовка (Словакия)
Брезовка (словац. Brezovka) — село, община в округе Бардеёв, Прешовский край, Словакия. Расположен в северо-восточной части Словакии.
Впервые упоминается в 1572 году.

## Населення
| Год:                | 1994 | 2004    | 2014    | 2024    |
| ------------------- | ---- | ------- | ------- | ------- |
| Количество человек: | 111  | 113     | 115     | 112     |
| Разница:            |      | +1,80 % | +1,76 % | −2,60 % |

В селе проживало 99 человек.
Национальный состав населения (по данным последней переписи населения — 2001 год):
- словаки — 98,23%
- русины — 0,88%
- украинцы — 0,88%

Состав населения по принадлежности к религии состоянию на 2001 год:
- римо-католики — 61,95%
- греко-католики — 34,51%
- православные — 3,54%